# I miracoli di sant'Ignazio di Loyola
I miracoli di sant'Ignazio di Loyola è una pala d'altare, dalle dimensioni monumentali, realizzata tra il 1618 e il 1619 da Peter Paul Rubens. Originariamente commissionata e collocata nella chiesa di sant'Ignazio di Loyola di Anversa (in seguito intitolata a san Carlo Borromeo), dal 1776 è conservata al Kunsthistorisches Museum di Vienna.
La tela aveva come pendant quella dei Miracoli di san Francesco Saverio, esposta in maniera complementare ad essa.

## Storia
La progettazione e la costruzione della chiesa di sant'Ignazio di Loyola ebbero luogo, per volere della Compagnia di Gesù, tra il 1615 e il 1621 - rendendo tale edificio la più antica chiesa barocca delle Fiandre. I gesuiti decisero di commissionare la realizzazione dell'impianto decorativo a Rubens, all'epoca all'apice della sua fama. L'artista e la sua bottega furono attivi già dal 1617, sebbene il contratto tra Rubens e padre Jacobus Tirinus, teologo posto al capo dell'ordine nella città di Anversa e prevosto del noviziato, fu stipulato soltanto nel 1620.

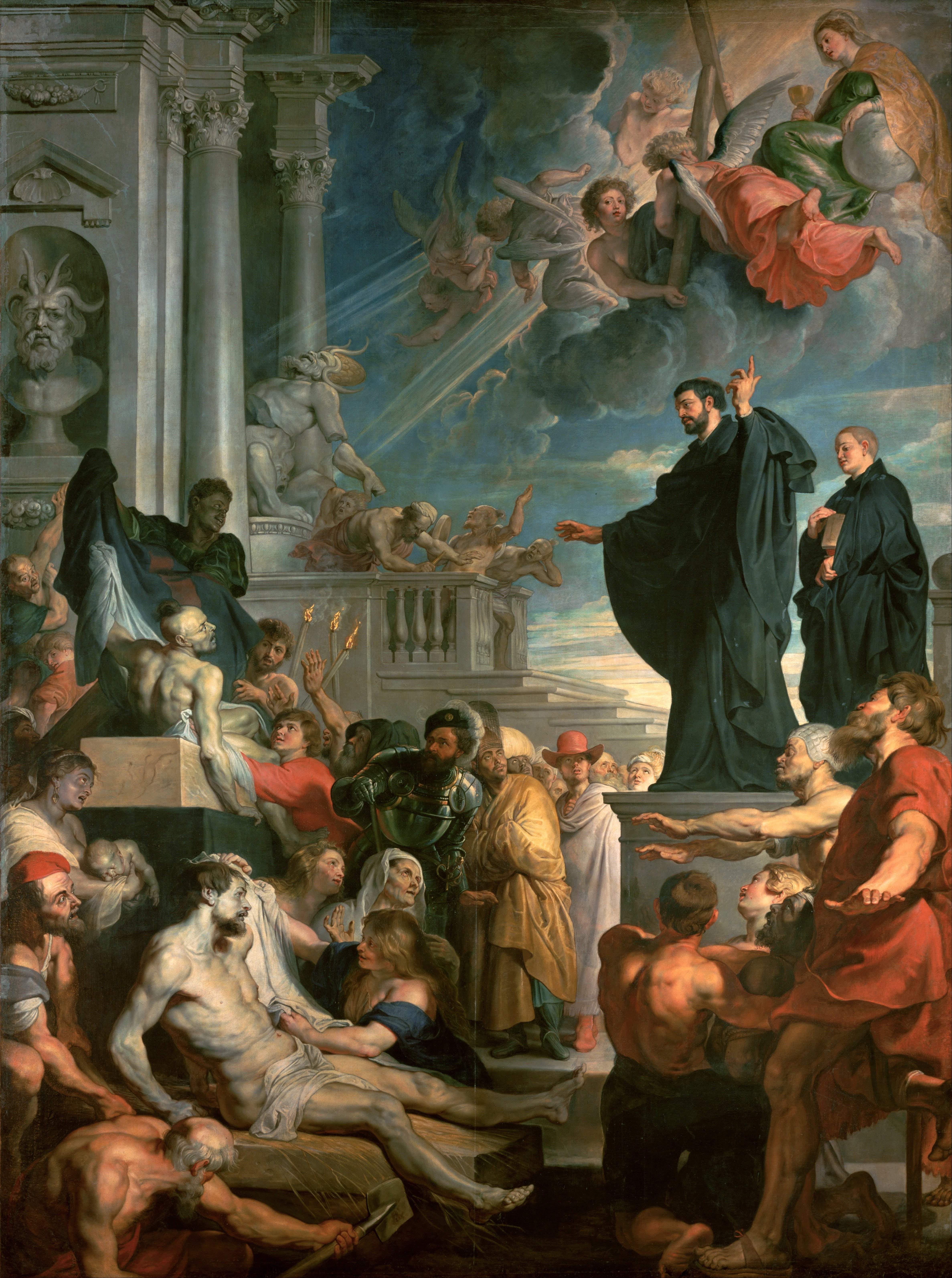
I miracoli di san Francesco Saverio, il pendant della tela dedicata a sant'Ignazio di Loyola.

L'accordo prevedeva la realizzazione di trentanove affreschi sul soffitto e due larghe pale d'altare, per i quali Rubens sarebbe stato pagato 10 000 fiorini. Il pittore scelse di rappresentare i due dei santi fondatori della Compagnia di Gesù, ossia san Francesco Saverio e sant'Ignazio di Loyola, nell'atto di compiere miracoli (nello spirito della Controriforma, tale scelta serviva a ripristinare la fede nella Chiesa di Roma). Era altresì previsto che le due tele dei Miracoli fossero esposte alternativamente in virtù delle circostanze e delle celebrazioni liturgiche: ciò grazie a un ingegnoso sistema di carrucole, peraltro già diffuso in molte altre chiese gesuite.
Nel 1718 un fulmine colpì la chiesa e provocò un grande incendio, comportando la perdita dell'intero ciclo di affreschi rubensiano. Nel 1773 l'Ordine di Gesù fu soppresso e la chiesa spogliata dei suoi capolavori e degli oggetti di maggior valore. Le due tele di Rubens furono acquistate tre anni più tardi dall'imperatrice Maria Teresa d'Austria, sovrana dei Paesi Bassi austriaci, e da allora sono esposte nel Kunsthistorisches Museum di Vienna.

## Descrizione
Il dipinto ha come protagonista sant'Ignazio di Loyola, raffigurato con i paramenti liturgici intessuti d'oro: la sua mano sinistra è poggiata sull'altare, dove ha presumibilmente appena terminato di celebrare la messa, mentre la sua figura è rivolta in direzione della folla. Il santo ha la testa coronata da un'aureola e gli occhi, arrossati per le lacrime versate, rivolti al cielo. Con un gesto della mano destra - che si trova in una posizione assolutamente centrale nella composizione - sant'Ignazio pratica un esorcismo su un uomo e una donna. Essi hanno la bocca aperta e, circondati da altre persone che tentano di sorreggerli, sono scaraventati a terra in preda alle convulsioni, causate dalla cacciata dei demoni dai loro corpi.
In alto a sinistra, in direzione della navata sullo sfondo, sono visibili i demoni espulsi (due antropomorfi e uno in forma di dragone), che scompaiono nel grigiore. Al di sopra del santo, invece, vi sono degli angeli che portano rami di palma e corone, forse in previsione della futura canonizzazione di Ignazio, proclamata da papa Gregorio XV alcuni anni dopo, precisamente il 12 marzo 1622. Alle spalle del santo è visibile un gruppo di gesuiti, in abito talare, che assiste alla scena. La sovrapposizione dei religiosi con le quattro colonne della chiesa sta a indicare la solidità e la composta serenità dei gesuiti, quasi si trattasse di vere e proprie truppe di sant'Ignazio. 
La composizione della tela presenta la classica opposizione rubensiana tra personaggi dal tormentato vigore fisico (in questo caso nella parte inferiore sinistra) e la potenza quieta e vittoriosa del mondo spirituale (in alto a destra): a conferma di ciò Rubens utilizzò la balaustra eucaristica per una netta separazione tra sacro e profano.